# عباس حجری
عباس حجری (۱۳۰۱–۱۳۶۷) افسر کمونیست و نظامی ایرانی بود. وی یکی از قربانیان اعدام دسته‌جمعی زندانیان عقیدتی-سیاسی ایران در تابستان ۱۳۶۷ بود.
حجری یکی از اعضای سازمان نظامی حزب توده بود. در سال ۱۳۲۲ فاش شد که وی علیه حکومت ایران فعالیت می‌کند؛ و پس از آن ۲۵ سال را در زندان گذراند. پس از انقلاب ۱۳۵۷، وی برای مجلس خبرگان قانون اساسی از حوزه انتخابیه تهران نامزد شد. وی مسئول دبیرخانه کمیته استان تهران بود.
در سال ۱۳۶۱ حجری توسط دولت جمهوری اسلامی دستگیر و محاکمه شد. رینالدو گالیندو پل، گزارشگر ویژه حقوق بشر در ایران، نام حجری را در میان قربانیان اعدام دسته‌جمعی زندانیان عقیدتی-سیاسی ایران در تابستان ۱۳۶۷ ذکر کرد.